# Gymnema schlechterianum
Gymnema schlechterianum är en oleanderväxtart som beskrevs av Otto Warburg. Gymnema schlechterianum ingår i släktet Gymnema och familjen oleanderväxter. Inga underarter finns listade i Catalogue of Life.